# Питт, Эрин
Эрин Питт (англ. Erin Pitt; род. 22 сентября 1999 года) — канадская актриса. Стала знаменитой благодаря фильму
Сайлент Хилл 2 (Silent Hill Revelation 3D).

## Биография
Эрин Питт родилась в городе Гамильтон 22 сентября 1999 года. С 5 лет обучалась в школе танцев, и продолжает до сих пор. Она также любит петь, заниматься художественным мастерством, с детства мечтала стать актрисой. У Эрин есть 3 брата: Гарретт, Джордж, Норм, и 2 сестры: Кортни и Келси.

## Карьера
В 2008 году Эрин приняла участие в рекламе игрушек (Paperoni Toy Comercial) а в 2010 году она снялась в программе «Rick Mercer — Canadian Action Plan». На то время это была её первая роль. В 2009 году Эрин пошла на кастинг фильма «You Lucky Dog», в роли самой себя. Затем она приняла участие в фильме Camp Rock 2: Отчётный концерт.
В 2012 году Эрин приняла участие в фильме Сайлент Хилл 2 (фильм), и играла роль маленькой темной Алессы и Шерон. После этого фильма у Эрин поднялась популярность. В 2013 году Эрин снялась в главной роли в фильме «Against the Wild» (Против Природы).

## Номинации и награды
| Год  | Награда       | Категория                                                      | Работа           | Результат |
| ---- | ------------- | -------------------------------------------------------------- | ---------------- | --------- |
| 2013 | Молодой актёр | Best Performance in a Movie — Young Actress Age Ten or Younger | Against the Wild | Победа    |

## Фильмография
| Год  |    | Русское название                     | Оригинальное название              | Роль                   |
| ---- | -- | ------------------------------------ | ---------------------------------- | ---------------------- |
| 2010 | с  | Рик Мерсер - Канадский План Действий | Rick Mercer - Canadian Action Plan | Erin                   |
| 2010 | тф | Твоя счастливая собака               | You Lucky Dog                      | Erin                   |
| 2010 | тф | Рок в летнем лагере 2                | Camp Rock 2: The Final Jam         | Junior Rocker Audrey   |
| 2011 | с  | Дэн на пост мера                     | Dan for Mayor                      | Kaylee                 |
| 2011 | мс | Майкл Рыцарь                         | Mike the Knight (North American)   | Evie                   |
| 2011 | мс | Приключения Чака и друзей            | The Adventures of Chuck & Friends  | Часси                  |
| 2011 | с  | Горячая точка (телесериал)           | Flashpoint                         | Bella                  |
| 2012 | ф  | Уважаемые поглотители                | Dear Scavengers                    | Jemma                  |
| 2012 | с  | Читающий мысли                       | The Listener                       | Lisa                   |
| 2012 | ф  | Сайлент Хилл 2 (фильм)               | Silent Hill: Revelation 3D         | Шерон, Алесса          |
| 2012 | мс | 99                                   | The 99                             | Samda the Invulnerable |
| 2013 | тф | Против Природы                       | Against the Wild                   | Hannah Wade            |
| 2014 | тф | Американская девочка                 | American Girl                      | Изабель                |

## Интересные факты
- С 5 лет пошла в школу танцев.
- В 2008 снялась в рекламе игрушек «Paperoni Toy Comercial».
- У Эрин есть 3 брата и 2 сестры.